# 차승우 (1992년)
차승우(1992년 1월 11일 ~ ) 대한민국의 배우이다.

## 출연 작품

### 텔레비전 드라마
- 2020년 : SBS TV 아침연속극 《엄마가 바람났다》 ... 왕기범 역
- 2021년 : KBS 2TV 저녁 일일드라마 《빨강구두》 ... 이태하 역
- 2022년 : KBS 2TV 저녁 일일드라마 《태풍의 신부》 ... 차위대 역

### 연극
- 2022년 연극 《안티고네》